# Île aux Vaches (Esquibien)
Pour les articles homonymes, voir Île aux Vaches (homonymie).
L'île aux Vaches est une île située entre la pointe de Lervily et le port de Sainte-Evette sur la commune d'Esquibien, au Sud-Ouest d'Audierne, en Bretagne.